# Rudar
Rudar ali premogar je človek, ki koplje rudo ali premog in upravlja temu namenjene stroje kot so npr. motike, lopate, krampi, kombajni, grebelce ter GPK ali Gepeke, s katerim pridobivajo premog. Rudarji opravljajo izredno težka dela v in zunaj rudnika. Izkopavajo in pridobivajo premog na dva različna načina: površinsko in podzemno pridobivanje premoga. 
Pri podzemnem pridobivanju gredo rudarji v rudnik z dvigalom do 300 metrov ali celo 500 metrov pod površjem. Nekoč so tam premog nalagajo na vozičke, s katerimi ga odpeljejo na zunanjost. Takšno pridobivanje je bilo izredno naporno. Danes se uporabljajo visoko produktivni odkopi širokih čel, kjer se premog reže strojno v dolžini do 150 metrov in pada na jekleni transporter, ki sproti odvaža. 
Pri površinskem pridobivanju pa najprej s pomočjo strojev odstranijo zemljo, da pridejo do premoga. Nato se ta razdrobi in ga naložijo na tovornjake, ti pa ga odpeljejo v predelavo. Tam ga očistijo, saj so na njem tudi druge kamnine, prah   
Poklic je splošno priznan kot eden najnevarnejših in najbolj tveganih, še posebno v državah v razvoju. 